# 一硒化铬
一硒化铬又称硒化亚铬，是一种无机化合物，化学式为CrSe，它是铬的硒化物之一。一硒化铬可由三硒化二铬在氢气气氛中高温分解得到，铬和硒的爆压反应也会产生CrSe，但爆炸产生的胶体颗粒会给产物带来缺陷。